# Leon Panetta
Leon Edward Panetta (ur. 28 czerwca 1938 w Monterey) – amerykański polityk i prawnik pochodzenia włoskiego, sekretarz obrony Stanów Zjednoczonych od 1 lipca 2011 do 7 stycznia 2013 roku, gdy oficjalnie przeszedł na emeryturę. W latach 1977–1993 był kongresmenem z Kalifornii, a następnie szefem personelu Białego Domu za czasów prezydentury Billa Clintona (1994–1997) oraz dyrektorem Centralnej Agencji Wywiadowczej w latach 2009–2011. Następnie do 2013 sekretarz obrony. Ojciec Jimmy’ego.